# Serra do Caparaó
A serra do Caparaó é uma região serrana do Brasil, localizada na divisa sudoeste do estado do Espírito Santo com o estado de Minas Gerais.

## Topônimo
"Caparaó" é um termo de origem tupi cuja etimologia dá margem a várias interpretações. Uma delas é que caparaó deriva de capara-óca (casa feita de capara, um arbusto de tronco torto); outra origem possível é caá-apara-ó (trincheira feita de paus tortos).

## Geografia
O ponto mais alto da região é o pico da Bandeira, com 2 891 metros. Além do pico da Bandeira, outros picos se destacam pela altitude: 
- Pico do Cristal (2769 metros)
- Morro da Cruz do Negro (2658 metros)
- Pedra Roxa (2649 metros)

A região tem a segunda maior cota de altitude do Brasil, perdendo apenas para a serra do Imeri, sendo a menor cota de altitude 997 metros. Nela, se localiza o maior desnível do Brasil.

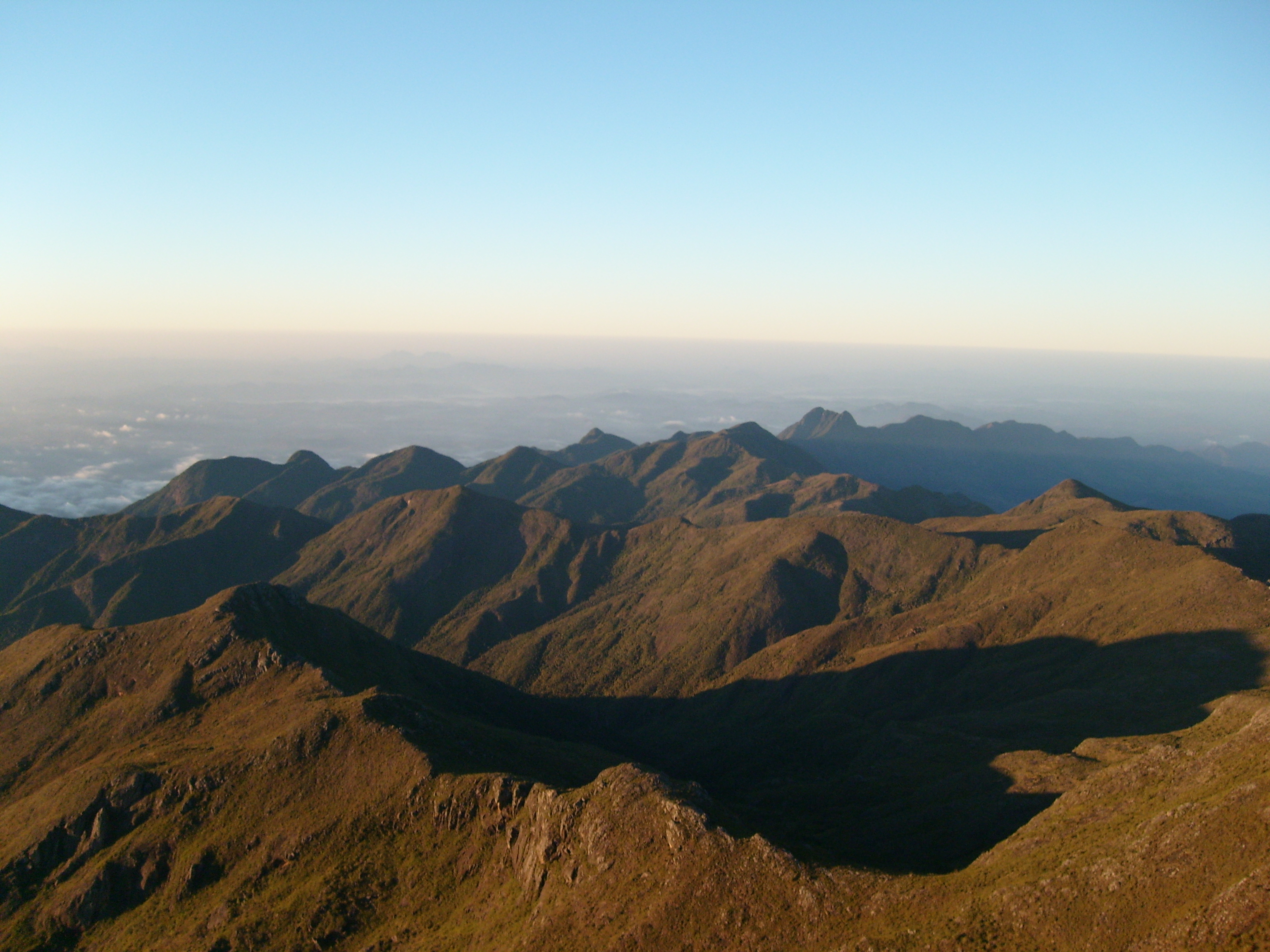
Serra do Caparaó

## Clima
Na região, são registradas as menores temperaturas dos estados de Minas Gerais e Espírito Santo; no inverno, geadas ocorrem diariamente e a média das mínimas é de -5°C no pico da Bandeira, sendo que esse valor pode chegar a até -10°C. [carece de fontes?]

## História
Em 1966-1967, a região foi palco de ação guerrilheira contra o regime militar brasileiro. [carece de fontes?]